# Trstena (miasto Vranje)
Trstena (cyr. Трстена) – wieś w Serbii, w okręgu pczyńskim, w mieście Vranje. W 2011 roku liczyła 43 mieszkańców.